# 최재호 (1982년)
최재호(1982년 11월 12일 ~ )는 리멤버를 만든 대한민국의 사업가이다.